# Monanchon magnificus
Monanchon magnificus är en insektsart som beskrevs av Capener 1972. Monanchon magnificus ingår i släktet Monanchon och familjen hornstritar. Inga underarter finns listade i Catalogue of Life.